# San Pedro y San Pablo Teposcolula
San Pedro y San Pablo Teposcolula è un comune del Messico, situato nello stato di Oaxaca, il cui capoluogo è la omonima località.